# Gagea sulfurea
Gagea sulfurea là một loài thực vật có hoa trong họ Liliaceae. Loài này được Miscz. miêu tả khoa học đầu tiên năm 1908.